# Друга битка код Тапе
Битка код Тапе вођена је 101. године током Трајановог похода на Дакију. Завршена је победом Римљана.

## Битка
Иако је на крају претходног рата са Римљанима 88/89. године формално прихватио римско сизеренство, Децебал се, због више него издашних мировних услова, имао разлога сматрати победником, Због тога се према Римљанима односио са недостатком поштовања, а издашна финансијска и техничка средства која су му Римљани слали како би Дакија као својеврсни тампон штитила Царство од варвара трошио је за утврђивање дачких градова и припремање новог рата са Римом. Због тога је цар Трајан одмах након доласка на власт започео припреме за нови поход. У ту сврху је девет легија већ стационираних на Дунаву појачао с две доведене с других делова Царства, а формирао је још две нове. Тако скупљена војска код Виминацијума прешла Дунав и почела постепено напредовати у дубину дачке територије.
Дачани су се Римљанима супроставили код Тапе, истог места где су 86/87. године Римљанима нанели катастрофални пораз, односно водили неодлучну битку годину дана касније. Антички извори наводе да су Дачани тамо пружали жесток отпор, али да је битку одлучило изненадно избијање олује. Дачани су то схватили као знак незадовољства богова, те су се повукли с бојишта.
Трајан, међутим, није могао искористити победу, односно опсести дачку престоницу Сармизегетусу због доласка зиме и логистичких проблема. Због тога одлучио чекати пролеће 102. године. То је Децебалу дало прилику да организује поход на римску Мезију што је довело до нове, овај пут одлучујуће битке.